# 荀骓
荀骓（？—？），荀氏，名骓，谥文，春秋时期晋国新下军将。
前588年，荀骓参与晋齐鞌之战，次年十二月二十六日，晋国为奖赏鞌之有功人士，扩编为六军，荀骓为卿，任新下军将。
前585年，因为郑国的背叛，楚国令尹子重率兵讨伐，晋国的中军将栾书救援郑国，与楚军在绕角相遇。楚军退回国内，晋军就侵袭蔡国。楚国的公子申、公子成以申、息两地的军队救援蔡国，在桑隧抵御晋军。赵同和赵括想要出战，就向栾书请战，栾书打算答应，荀首、士燮、韩厥三人反对出战，包括荀骓在内的其他将佐都想一战，栾书最终采纳了荀首他们的意见，班师回军。